# Akara (Speise)

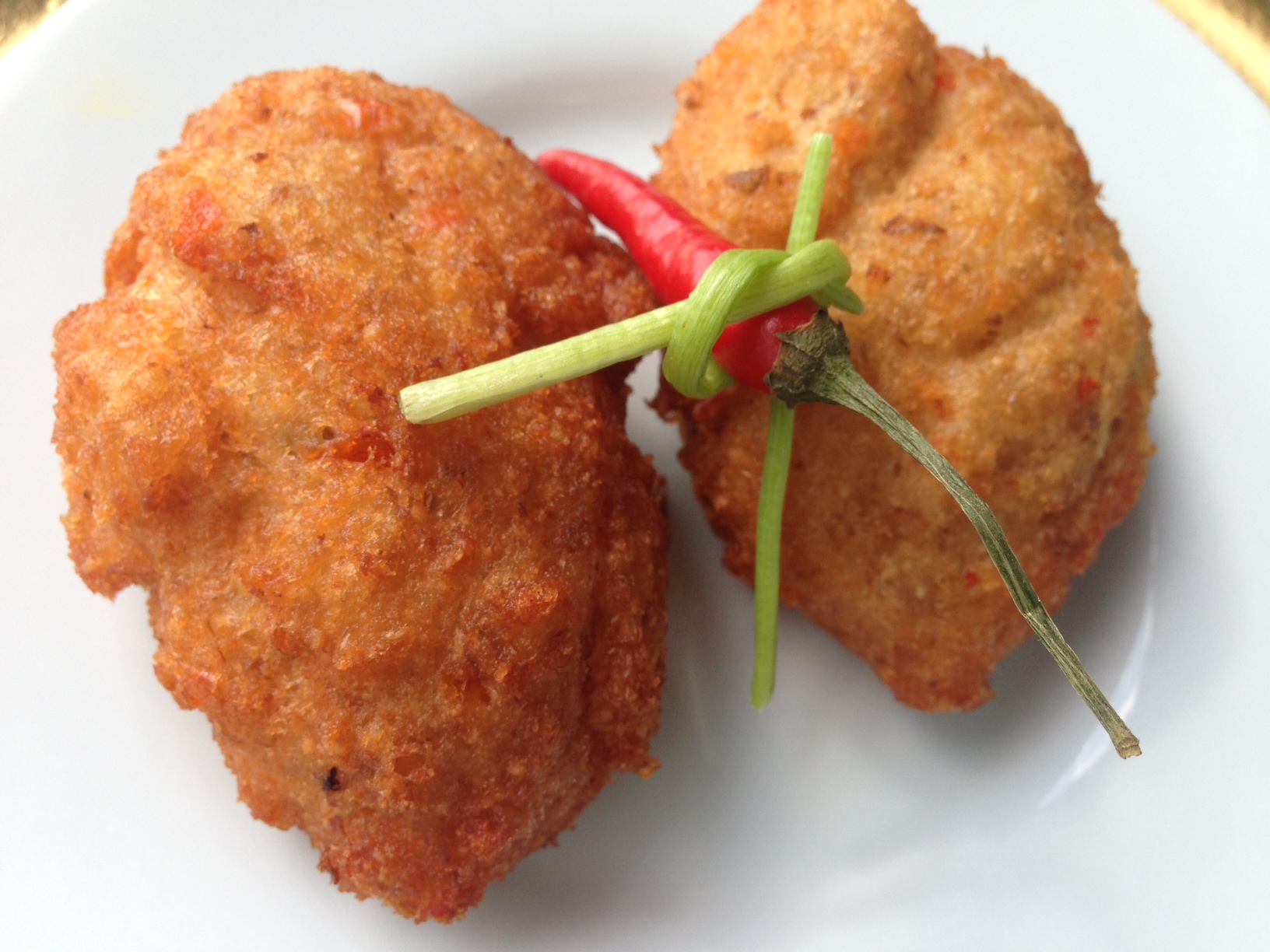
Akara

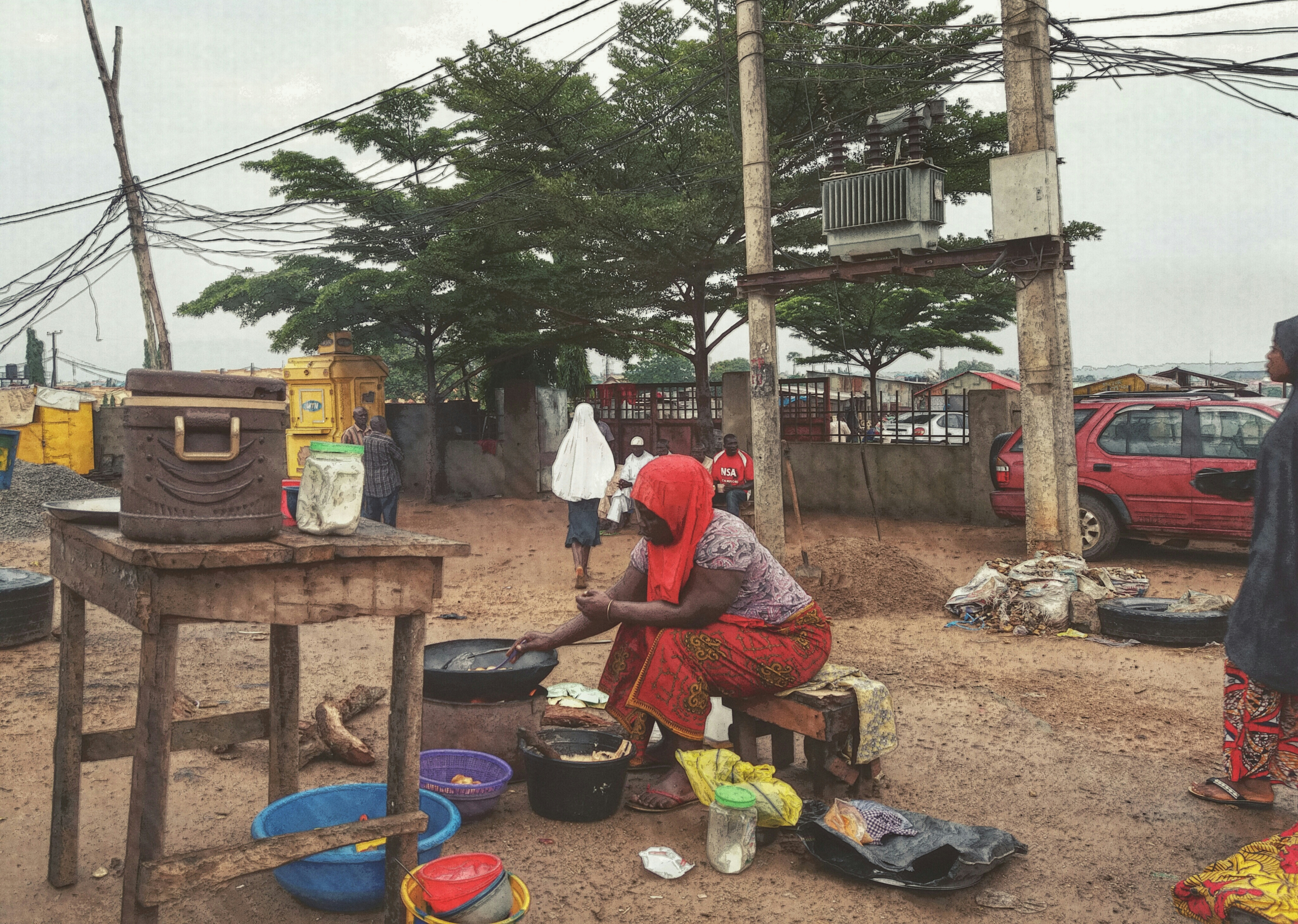
Frau beim Zubereiten von Akara in Nigeria

Akara oder Accara sind frittierte Bällchen aus Schwarzaugenbohnen, die in vielen Gegenden Westafrikas als Imbiss angeboten werden.

## Zubereitung
Die Schwarzaugenbohnen werden püriert und mit Zwiebeln, Salz und Pfeffer vermischt. Aus der Masse werden kleine Bällchen geformt, die man in Kokos- oder Pflanzenöl brät. Normalerweise werden Akara mit einer scharfen Tomaten-Zwiebel-Sauce namens Kaani serviert. Manchmal werden sie in einem Baguette als Sandwich serviert, vor allem im Senegal.
Nach ihrem Vorbild werden in Nordostbrasilien Acarajé zubereitet. Auch in der Karibik gibt es eine Variante.